# إدموند إغناطيوس رايس
إدموند إغناطيوس رايس (بالإنجليزية: Edmund Ignatius Rice) هو تربوي أيرلندي، ولد في 1 يونيو 1762 في Callan, County Kilkenny ‏ في جمهورية أيرلندا، وتوفي في 29 أغسطس 1844 في وترفورد في جمهورية أيرلندا.

## وصلات خارجية
- الموقع الرسمي
- إدموند إغناطيوس رايس على موقع الموسوعة البريطانية (الإنجليزية)